# Gertrud Seidmann
Gertrud Seidmann, född 16 september 1919, död 15 februari 2013, var en österrikisk-brittisk lingvist och smyckeshistoriker. Hon var specialiserad på gemmer. Seidman tilldelades Goethemedaljen år 1968. Hon invaldes i Royal Society of Arts år 1985 och året därpå i Society of Antiquaries of London.